# هنري دي بيج
هنري دي بيج هو محامي وقاضي بلجيكي، ولد في 1894 في بروكسل في بلجيكا، وتوفي في 1969.